# بخش شیمانوفسکی
بخش شیمانوفسکی (به لاتین: Shimanovsky District) یک منطقهٔ مسکونی در روسیه است که در استان آمور واقع شده‌است.